# Худ, Генри, 2-й виконт Худ
Генри Худ, 2-й виконт Худ (англ. Henry Hood, 2nd Viscount Hood; 25 августа 1753 — 25 января 1836) — английский пэр и придворный.

## Биография
Родился 25 августа 1753 года. Третий сын адмирала Сэмюэла Худа, 1-го виконта Худа (1724—1816), и его жены Сюзанны Линзи, баронессы Худ из Кэтерингтона (1726—1806). Его старшие братья Сэмюэл и Томас скончались раньше
Ранняя военная карьера началась в 1769 году, когда, назвавшись Генри Худом, он поступил в 64-й пехотный полк по найму в качестве прапорщика . Она закончилась в 1777 году, когда он покинул 4-й драгунский полк, где был лейтенантом.
В 1798 году Генри Худ стал майором-командантом добровольческого полка Финчдина. К 1801 году он командовал вторым отрядом добровольческого ополчения в восточном Гэмпшире, Портсдаунской кавалерией, сформированной в 1799 году.
25 мая 1806 года после смерти своей матери Генри Худ унаследовал титул 2-го барона Худа из Катерингтона в графстве Саутгемптон (Пэрство Великобритании).
27 января 1816 года после смерти своего отца Генри Худ унаследовал титулы 2-го барона Худа из Катерингтона (Пэрство Ирландии), 2-го виконта Худа из Уитли в графстве Уорикшир (Пэрство Великобритании) и 2-го баронета Худа из Катерингтона в графстве Саутгемптон (Баронетство Великобритании).
Около 1800 года принцесса Каролина поселилась в Монтегю-хаусе, Блэкхит, напротив Гринвич-парка от Гринвичской больницы. Там она создала социальную группу, в которую входили лорд Худ, а также Томас Мэнби, Сидней Смит, Амелиус Боклерк и Джордж Каннинг . Было замечено, что в 1805 году Генри Худ навещал там принцессу . В какой-то момент он стал ее любовником.

## Катерингтон-хаус
Катерингтон является деревней в графстве Хэмпшир. Он построил Катерингтон-хаус неподалеку, в том месте, которое сейчас называется Horndean . Генри Худ начал с аренды фермерского дома в 1764 году, который он со временем расширил и использовал для развлечений . Арендованная земля, прилегающая к дому, сменила владельца, перейдя от Генри Сомерсета, 5-го герцога Бофорта, к Джервуазу Кларку Джервуазу в 1774 году.

## Титулы

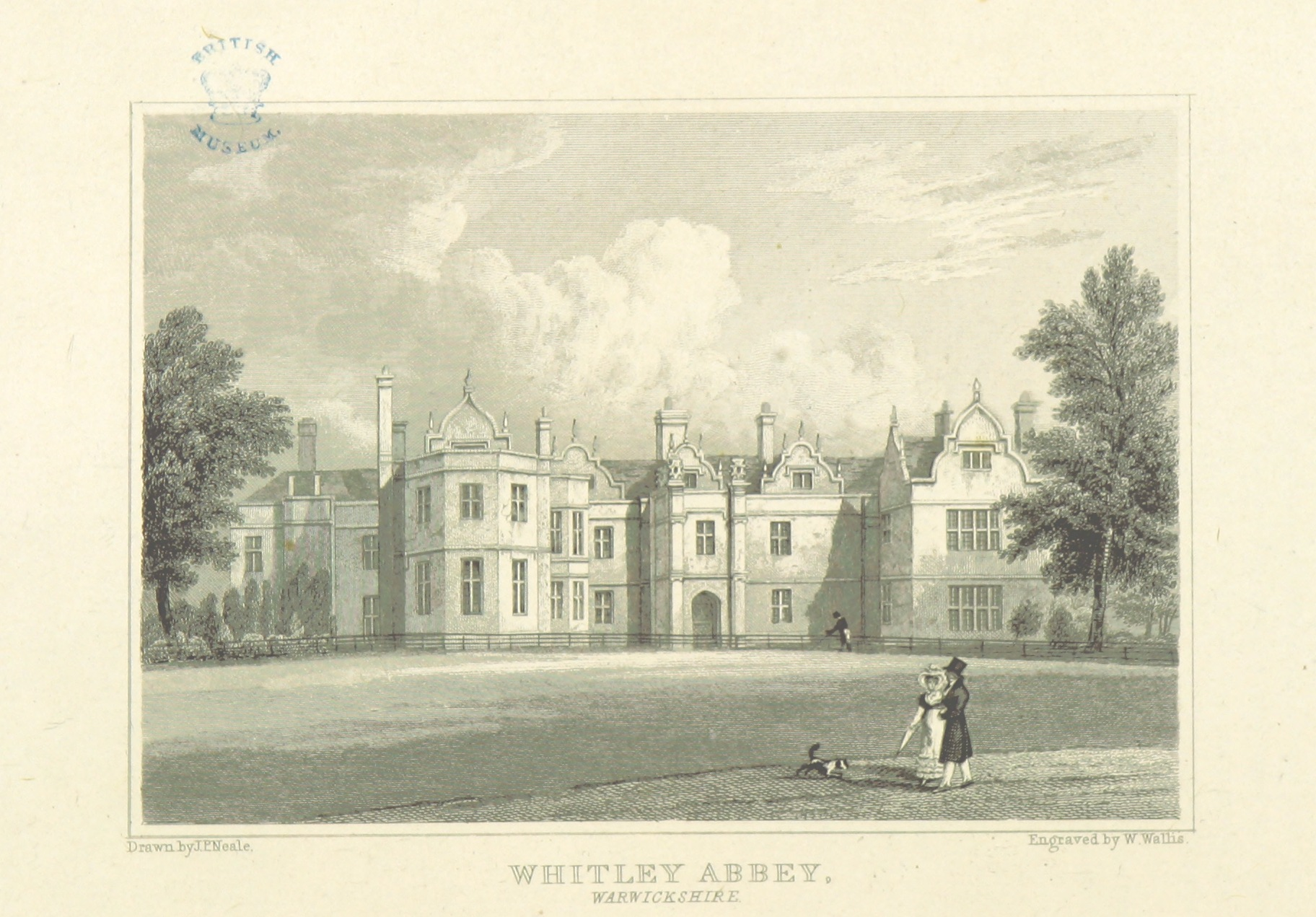
Аббатство Уитли, Уорикшир, гравюра 1818 года, доставшаяся Генри Худу после его женитьбы

В 1805 году после смерти матери Генри Худ унаследовал баронство. Худ переехал из Катерингтон-хауса, где он проводил большую часть своего времени, и заключил сделку, которая обеспечила ему полное владение большей частью земли там. Его отец, 1-й виконт Худ, пригласил сэра Джона Соуна для работы в аббатстве Уитли в 1810 году . Катерингтон-хаус сдавался в аренду арендаторам с 1807 года и был продан в 1823 году Генри Моргану.
К 1820 году, когда Генри был вторым виконтом Худом, аббатство Уитли было описано как его резиденция. Он получил государственную пенсию, впервые предоставленную его отцу.

## Сторонник Каролины Брауншвейгской

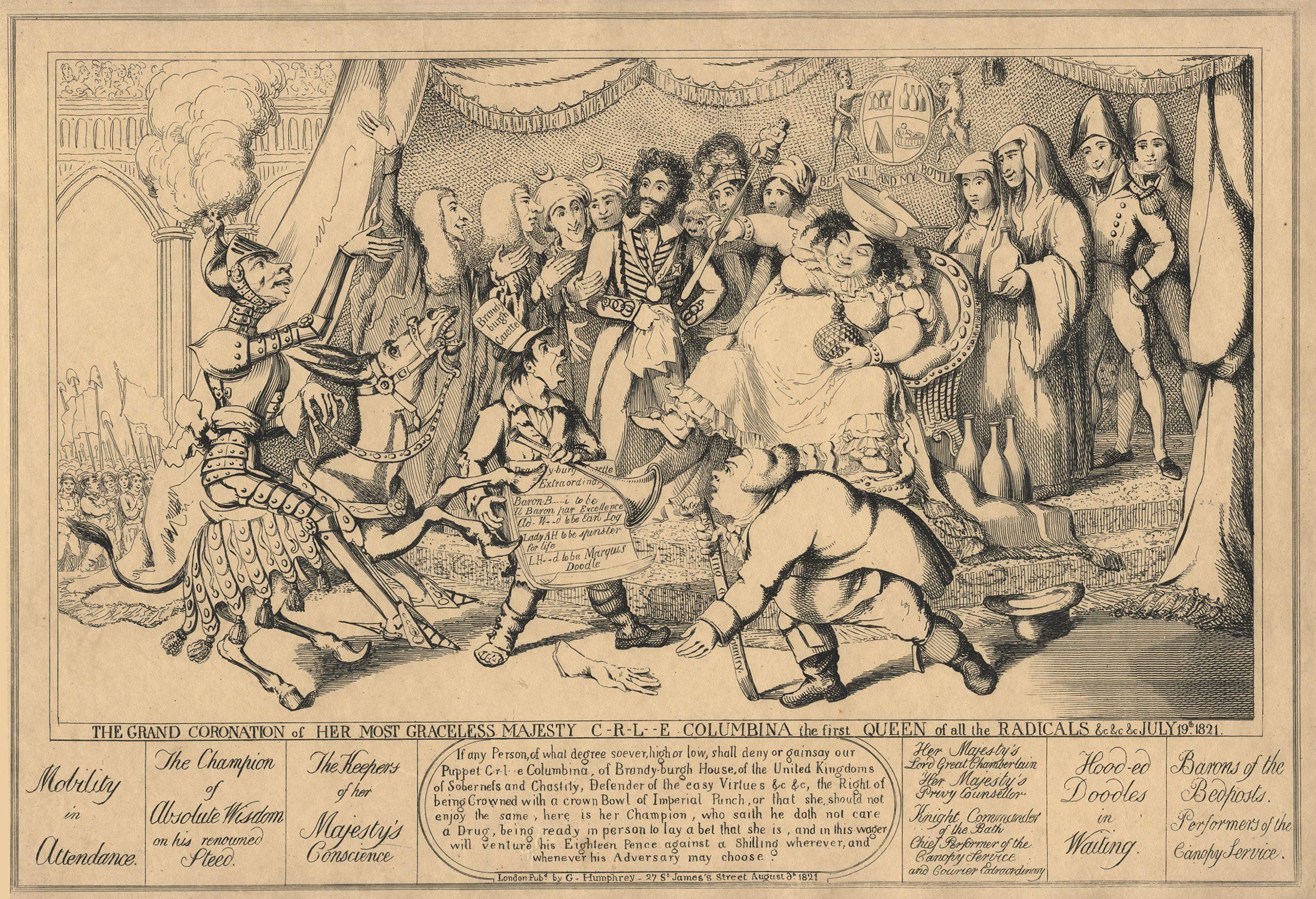
Сатирическая гравюра 1821 года, изображающая сторонников королевы Каролины: Генри Худ — фигура на крайнем правом фланге

Принцесса Каролина покинула Великобританию и отправилась в Италию в 1813 году, вернувшись после восшествия на престол Георга IV в январе 1820 года как королева Каролина. Лорд Худ взял на себя управление ее двором в качестве камергера в 1820 году.
Генри Худ также сопровождал королеву во время ее тщетной попытки получить допуск на коронацию Георга IV в 1821 году. После нескольких попыток на других входах, когда Худ говорил от имени королевы, партия королевы, с Худом и леди Энн Гамильтон, была остановлена Робертом Гарри Инглисом, золотым офицером коронации. Он поспешно прибыл через Старый двор дворца, когда они пытались попасть в Вестминстерское аббатство через вход, прилегающий к Уголку поэтов. Инглис имел беседу с королевой, результатом которой стало то, что Инглис приказал подать ее карету.

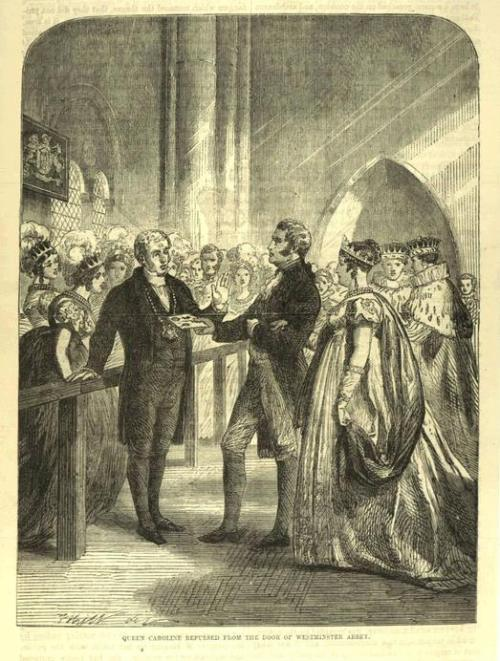
Королева Каролина, отброшенная от дверей Вестминстерского аббатства, гравюра из «Иллюстрированной истории Англии» (1865), том VII, на которой королева держит лорда Худа под руку

## Семья
10 сентября 1774 года Генри Худ женился на Джейн Уилер (23 июня 1754 — 6 декабря 1847), дочери Фрэнсиса Уилера (1719—1805) из Уитли-Эбби, который был внуком морского офицера Фрэнсиса Уилера (1656—1694). У супругов было шесть дочерей и два сына, в том числе:
- Достопочтенная Сюзанна Худ (1779—1823), вышла замуж в 1797 году за преподобного Ричарда Джорджа Ричардса (? — 1841)[25].
- Достопочтенный Фрэнсис Уилер Худ (1781 — 2 марта 1814), женился в 1804 году на Каролине Хамонд, дочери сэра Эндрю Хамонда, 1-го баронета. Он погиб во время кампании на юго-западе Франции (1814), пав 2 марта в Эр-сюр-л’Адур в звании подполковника[26]. Его сын стал третьим виконтом в 1836 году; приняв также фамилию своего тестя Ричарда Тиббитса, он был известен как Сэмюэл Худ-Тиббитс, 3-й виконт Худ[27].
- Достопочтенная Селина Худ (1782 — 17 января 1863), вышла замуж в 1805 году за вице-адмирала сэра Фрэнсиса Мейсона (? — 1853).
- Сэмюэл Худ, 2-й барон Бридпорт (7 сентября 1788 — 6 января 1868).